# Echidnopsis socotrana
Echidnopsis socotrana là một loài thực vật có hoa trong họ La bố ma. Loài này được Lavranos mô tả khoa học đầu tiên năm 1993.